# 威廉·冯·米尔巴赫
威廉·冯·米尔巴赫（德語：Wilhelm von Mirbach，1871年7月2日—1918年7月6日）德国外交官，生于奥地利上奥地利州巴特伊施尔天主教贵族家庭，1908年至1911年在德国驻圣彼得堡大使馆担任办事员，后在罗马尼亚和希腊工作。1917年12月至1918年3月参与《布列斯特-立陶夫斯克条约》的谈判，1918年4月担任驻俄国大使。1918年7月6日，暗杀主使者俄国左翼社会革命党玛丽亚·亚历山德罗夫娜·斯皮里多诺娃指使契卡成员雅科夫·布柳姆金和尼古拉·安德烈耶夫在大使馆刺杀了冯·米尔巴赫。继任者卡尔·黑尔费里希。